# Фехтування на літніх Олімпійських іграх 1972
Олімпійський турнір з фехтування 1972 року пройшов у рамках XX Олімпійських ігор у Мюнхені, ФРН, з 29 серпня по 9 вересня 1972 року.

## Медальний залік
| Місце | Країна          | Золото | Срібло | Бронза | Загалом |
| ----- | --------------- | ------ | ------ | ------ | ------- |
| 1     | Угорщина (HUN)  | 2      | 4      | 2      | 8       |
| 2     | СРСР (URS)      | 2      | 2      | 3      | 7       |
| 3     | Італія (ITA)    | 2      | 0      | 0      | 2       |
| 3     | Польща (POL)    | 2      | 0      | 0      | 2       |
| 5     | Франція (FRA)   | 0      | 1      | 2      | 3       |
| 6     | Швейцарія (SUI) | 0      | 1      | 0      | 1       |
| 7     | Румунія (ROU)   | 0      | 0      | 1      | 1       |

## Медалісти
Чоловіки
| Event                     | Золото                                                                                                   | Срібло                                                                                           | Бронза                                                                                             |
| ------------------------- | --- | ------------------------------------------------------------------------------------------------ | -------------------------------------------------------------------------------------------------- |
| Шпага, особиста першість  | Чаба Феньвеші · Угорщина (HUN)                                                                           | Жак Ладегальєрі · Франція (FRA)                                                                  | Дьозьо Кульчар · Угорщина (HUN)                                                                    |
| Шпага, командна першість  | Угорщина · Шандор Ердьош · Чаба Феньвеші · Пал Шмітт · Дьозьо Кульчар · Іштван Остріч                    | Швейцарія · Гай Евеквоз · Даніель Ґігер · Крістіан Каутер · Петер Летшер · Франсуа Суханецький   | СРСР · Віктор Модзолевський · Сергій Парамонов · Ігор Валетов · Георгій Зажицький · Григорій Крісс |
| Рапіра, особиста першість | Вітольд Войда · Польща (POL)                                                                             | Єньо Камуті · Угорщина (HUN)                                                                     | Крістіан Ноель · Франція (FRA)                                                                     |
| Рапіра, командна першість | Польща · Марек Добровський · Єжи Качмарек · Лех Козейовський · Вітольд Войда · Аркадіуш Годель           | СРСР · Володимир Денисов · Анатолій Котешев · Леонід Романов · Василь Станкович · Віктор Путятін | Франція · Жан-Клод Маньян · Крістіан Ноель · Даніель Ревеню · Бернар Тальвар · Жиль Беролатті      |
| Шабля, особиста першість  | Віктор Сидяк · СРСР (URS)                                                                                | Петер Марот · Угорщина (HUN)                                                                     | Володимир Назлимов · СРСР (URS)                                                                    |
| Шабля, командна першість  | Італія · Мікеле Маффей · Маріо Альдо Монтано · Маріо Тулліо Монтано · Роландо Ріголі · Чезаре Сальвадорі | СРСР · Віктор Баженов · Володимир Назлимов · Віктор Сидяк · Едуард Винокуров · Марк Ракита       | Угорщина · Пал Геревич · Тамаш Ковач · Петер Марот · Тібор Пежа · Петер Баконьї                    |

Жінки
| Event                     | Золото                                                                                            | Срібло                                                                                            | Бронза                                                                                           |
| ------------------------- | ------------------------------------------------------------------------------------------------- | ------------------------------------------------------------------------------------------------- | ------------------------------------------------------------------------------------------------ |
| Рапіра, особиста першість | Антонелла Раньо-Лонці · Італія (ITA)                                                              | Ільдіко Бобіш · Угорщина (HUN)                                                                    | Галина Горохова · СРСР (URS)                                                                     |
| Рапіра, командна першість | СРСР · Олена Бєлова · Галина Горохова · Тетяна Самусенко · Олександра Забеліна · Світлана Чиркова | Угорщина · Ільдіко Бобіш · Ільдіко Рейтьо · Ільдіко Шварценбергер · Марія Солнокі · Ільдіко Ронай | Румунія · Іляна Дюлай-Дримбе · Ана Дершидан-Ене-Паску · Екатеріна Шталь-Єнчик · Ольга Сабо-Орбан |